# 勝匡昭
勝 匡昭（かつ まさあき、1934年10月29日 - 2023年4月26日）は、日本の経営者。和歌山県出身。

## 経歴
1957年に京都大学工学部を卒業し、同年に日本レイヨン(のちのユニチカ)に入社。
1984年6月に取締役に就任し、常務、専務を経て、1996年6月に社長に就任した。社長在任時には、天然繊維・化合繊事業の大半を分社化し、本体をフィルム、スパンポンドなどを柱とする非繊維会社に舵を切った。2000年4月に会長に就任し、2002年6月から相談役を務めた。
2023年4月26日、病気のため死去。88歳没。